# الاوسیلی
ال اوسیلی یک منطقهٔ مسکونی در امارات متحده عربی است که در رأس‌الخیمه واقع شده‌است.

## خصوصیات
ال اوسیلی ۴۹ متر بالاتر از سطح دریا واقع شده‌است.